# Détroit (série télévisée)
Pour les articles homonymes, voir Détroit (homonymie).
Détroit (Wheels) est une mini-série américaine en cinq épisodes de 120 minutes, créée d'après le roman éponyme d'Arthur Hailey, réalisée par Jerry London et diffusée du 7 au 15 mai 1978 sur le réseau NBC.
En France, la série a été diffusée à partir du 27 janvier 1980 sur Antenne 2, et au Québec à partir du 6 octobre 1980 à la Télévision de Radio-Canada.

## Synopsis
La saga de la famille Trenton, puissants constructeurs automobiles de la ville de Détroit des années 1960 et 1970.

## Fiche technique
- Titre original : Wheels
- Titre français : Détroit
- Création : Arthur Hailey
- Réalisation : Jerry London
- Scénaristes : Robert Hamilton, Millard Lampell, Nancy Lynn Schwartz et Hank Searls
- Producteur : Robert F. O'Neill
- Producteur exécutif : Roy Huggins
- Producteur associé : Gary B. Whitney
- Thème musical : Morton Stevens
- Musique : Morton Stevens et William Broughton
- Photographie : Jacques R. Marquette
- Montage : Jamie Caylor, Edwin F. England, James T. Heckert, Larry Lester et Gene Ranney
- Création des décors : William H. Tuntke
- Compagnies de production : Roy Huggins Productions et Universal Television
- Compagnie de distribution : NBC
- Pays d'origine :  États-Unis
- Langue : Anglais
- Son : Mono (Westrex Recording System)
- Image : Couleurs
- Ratio écran : 1.33:1
- Laboratoire : Techicolor
- Format négatif : 35 mm
- Procédé cinématographique : Sphérique
- Genre : Drame
- Durée : 5 x 120 minutes

## Distribution
- Rock Hudson (VF : Jean-Claude Michel) : Adam Trenton
- Lee Remick (VF : Arlette Thomas) : Erica Trenton
- Blair Brown : Barbara Lipton
- John Beck : Peter Flodenhale
- Ralph Bellamy : Lowell Baxter
- Scott Brady : Matt Zaleski
- John Durren : Merv Rucks
- Marj Dusay : Caroline Horton
- Lisa Eilbacher : Jodi Horton
- Anthony Franciosa : Smokey Stevenson
- James Carroll Jordan : Kirk Trenton
- Adele Mara : Teresa Chapman
- Howard McGillin : Greg Trenton
- Tim O'Connor : Hub Hewitson
- Gerald S. O'Loughlin (en) : Rusty Horton
- Allan Rich : Détective Waggoner
- David Spielberg : Docteur Patterson
- Harold Sylvester : Rollie Knight
- Jessica Walter : Ursula
- Fred Williamson : Leonard Wingate